# チョコボとクリスタルの塔
『チョコボとクリスタルの塔』（チョコボとクリスタルのとう）および『Chocobo's Crystal Tower』（チョコボズ クリスタル タワー）は、スクウェア・エニックスがソーシャルゲームとして2010年にサービス提供を開始した育成RPG。スクウェア・エニックスのRPG『ファイナルファンタジーシリーズ』に登場するキャラクター・チョコボのブリーダーとなり、牧場でチョコボを育成するゲーム。基本料金無料（アイテム課金）で、別途GREEまたはFacebookに無料入会が必要。
どちらも2012年にサービス終了となった。以下は、主に配信当時のゲーム概要を記述する。

## 概要
2010年6月に携帯電話版がGREEで『チョコボとクリスタルの塔』としてサービス提供が行われ、同年11月にパソコン版がFacebookで『Chocobo's Crystal Tower』として全世界でサービス提供を開始した。どちらも基本料金無料で、アイテム課金制となっている。Facebook版は言語を英語と日本語から設定できるが、日本語設定でもゲーム中の表示の一部は英語のままとなっている。
プレイヤーは、舞台となるエニスク王国のチョコボブリーダーとなり、チョコボの世話をして育て上げ、モンスターが出現する塔を冒険させ、お宝を持ち帰って集めるのがゲームの目的となっている。ただし、GREE版とFacebook版ではそのゲーム内容が大きく異なる。

### GREE版
GREE版は終始1匹のチョコボのみをプレイヤーの分身のように育てる。牧場で「ご飯（満腹度回復）」、「遊ぶ（機嫌回復）」、「風呂（汚れ除去）」などのお世話を行い、それによって得られる「フェザー（チョコボの羽根）」を消費して塔を冒険させたり、GPSによる探索を行い、お宝を集める。
塔へは、1 - 10時間までの時間を指定して送り出す。冒険中はお宝発見などのイベントが自動で発生するが、チョコボが途中で倒れないように適度に「リンゴ（満腹度回復）」と「応援（機嫌回復）」を行う必要がある。また、APを消費することで塔の「調査」が行え、アイテム発見、他のチョコボとの遭遇、モンスターとのエンカウントなどが発生する。モンスターとのバトルはサイコロを使った「サイコロバトル」となっており、強い目を出してモンスターを打ち負かす。他のブリーダーが仲間になっていれば、他のチョコボをお供に連れてバトルを有利にできる。
木の実を食べさせてチョコボの体色を変化させたり、帽子や服などの衣装アイテムを着せて自分のチョコボをカスタマイズ可能。衣装アイテムのうち、ツメは装備すると攻撃力が上昇してダイスの目が変化し、モンスターとのバトルに有利になる。
2012年2月29日にコインアイテムの販売が終了し、同年3月28日12時に配信サービス終了。

### Facebook版
Facebook版は同時に複数のチョコボを育成する形式で、卵からヒナチョコボを孵してオトナチョコボへと育て、配合などを行いながらチョコボの世代交代を繰り返し、強いチョコボを育てていく。プレイの経過とともにチョコボが老化し、年老いて冒険できなくなったシニアチョコボは自然に帰すことになるため、育てるチョコボがどんどん入れ替わっていくという、GREE版と比べて牧場の運営自体を主眼とした作りになっている。
牧場でチョコボの世話をしてタワーへ冒険に出すという流れは同じだが、エサは自分で購入や拾得したものを選んで与えることになり、それぞれのエサによってステータスの上がり具合が異なる。タワー内ではモンスターとのバトルやイベントが自動で発生し、プレイヤーはポーションを補充してチョコボをサポートする。塔ごとに設定された制限時間内に最上階へたどり着きクリスタルを回収すればクリアとなり、クリア報酬などが得られる。制限時間を超えてしまうと失敗となる。
それぞれのチョコボの体色は生まれつきで固定だが、チョコボに装備アイテムを着せてステータスを上昇させたり、牧場にオブジェなどを設置して外見をカスタマイズできる。
2012年1月中に配信サービス停止となり、同年3月に公式サイトにて停止の告知がなされた。

## キャラクター
エリナ・ジーカス (Elena Xequs)
チョコボブリーダー達の案内人を務めるチョコボ育成管理官。白魔道士の女性。ゲーム内の解説役的な立場であり、新人ブリーダーを導く。
名前のエリナをローマ字読みで「Erina」にすると、苗字の「Xequs」とのアナグラムで「SQUARE ENIX」になる。
ボッテリ (Botteli)
ショップの主人。豚のような太ったモーグリ。あらゆる商品を扱い、鑑定屋や鍛冶屋なども兼ねている。
国王
エニスク王国の国王。王冠とマントを付け、立派な髭を生やしたモーグリ。